# 信泉寺 (板橋区)
信泉寺（しんせんじ）は、東京都板橋区西台にある本門佛立宗の寺院である。山号、院号はない。近代建築とモザイク画で知られる。

## 歴史
- 昭和41年（1966年）乗泉寺（渋谷区）より分かれて信泉寺を公称、大僧正の日晨を開山に創建した。檀家は約千戸である[1]。

## 寺宝等
- 文字曼荼羅（本尊）
- 日蓮上人祖師像

## 歴代
- 川口日智

## 別院
- 信泉寺朝霞台別院（埼玉県朝霞市岡）

## 関連資料
- 板橋区教育委員会事務局社会教育課文化財係編『いたばしの寺院』板橋区教育委員会